# Trigonopterus sampuragensis
Trigonopterus sampuragensis – gatunek chrząszcza z rodziny ryjkowcowatych i podrodziny krytoryjków.

## Taksonomia
Gatunek ten opisany został po raz pierwszy w 2019 roku przez Alexandra Riedela na łamach „ZooKeys”. Współautorem publikacji jest Raden Pramesa Narakusumo. Jako miejsce typowe wskazano górę Sampuranga w Pendolo w kabupatenie Poso w indonezyjskiej prowincji Celebes Środkowy. Epitet gatunkowy pochodzi od lokalizacji typowej.

## Morfologia
Chrząszcz o ciele długości od 3,2 do 3,4 mm, wysklepionym, w zarysie prawie jajowatym z bardzo słabym przewężeniem między przedpleczem a pokrywami, ubarwionym czarno z rdzawymi czułkami i ciemnordzawymi stopami. Ryjek samca zaopatrzony jest w listewkę środkową i parę listewek przyśrodkowych. Powierzchnia przedplecza jest gęsto i drobno punktowana. Pokrywy mają bezładne i małe punktowanie oraz słabo zaznaczone rzędy; w rzędzie ósmym na barku obecne są większe punkty. Listewki przednio-brzuszne na udach wszystkich par kończą się ostrym ząbkiem; na udach środkowych i tylnych są karbowane. Tylna para odnóży ma na udach przedwierzchołkową łatkę strydulacyjną oraz nieząbkowaną krawędź grzbietowo-tylną. Genitalia samca mają prącie o bokach prawie równoległych oraz szczycie zaokrąglonym i pozbawionym szczecinek. Aparat przenoszący jest podparty sklerytem lirowatym, a przewód wytryskowy nie jest wyposażony w bulbus.

## Ekologia i występowanie
Ryjkowiec ten zasiedla górskie lasy. Spotykany jest na rzędnych od 930 do 1050 m n.p.m. Bytuje na listowiu roślinności.
Owad orientalny, endemiczny dla Celebesu, znany tylko z lokalizacji typowej w prowincji Celebes Środkowy.